# Baie Le Moine
Pour les articles homonymes, voir Moine (homonymie).
La baie Le Moine (en anglais : Bay Le Moine) est une baie située au sud de l'île de Terre-Neuve. 

## Géographie
La baie Le Moine s'ouvre sur la côte méridionale de l'île de Terre-Neuve et le golfe du Saint-Laurent. La baie Le Moine s'enfonce en profondeur à l'intérieur des terres. La baie s'ouvre sur la mer au niveau de la localité de Rose Blanche-Harbour le Cou. 
La baie Le Moine est située à une cinquantaine de kilomètres à l'Est de la ville de Channel-Port-aux-Basques.

## Histoire
Ce lieu fut habité autrefois par les Amérindiens de la Nation Beothuk. 
Les Marins-pêcheurs basques, bretons et normands arpentèrent cette région lors de leurs campagnes de pêches à la morue et aux baleines. 